# Follicolite

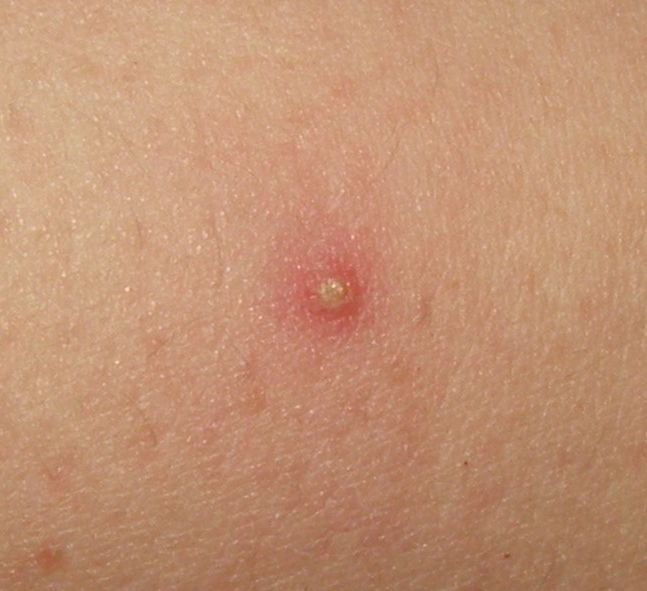
Follicolite, singola lesione

La follicolite è una comune condizione cutanea generalmente benigna, in cui il follicolo pilifero diventa infetto o infiammato e forma una pustola o una papula eritematosa sulla pelle sovrastante coperta di peli. Sebbene si tratti di una condizione non pericolosa per la vita e nella maggior parte dei casi sia autolimitante, può rappresentare una più seria condizione per i pazienti immunocompromessi e in alcuni casi evolvere in malattie più gravi.

## Clinica

### Eziologia
La follicolite è più comunemente causata dall'infezione batterica del follicolo pilifero, sia superficiale che profonda. Tuttavia, questa condizione può essere causata anche da specie fungine, virus e può persino avere una natura non infettiva. Alcuni degli agenti causali della follicolite sono elencati di seguito:

#### Follicolite batterica superficiale
La forma più comune di follicolite, questa particolare condizione è di solito causata dal batterio Staphylococcus aureus. Va notato che sia le forme sensibili alla meticillina che quelle resistenti possono causare la follicolite.

#### Follicolite batterica gram-negativa
Comunemente nota come "follicolite da vasca calda", questa condizione è causata dal batterio Pseudomonas aeruginosa. Di solito si verifica dopo l'esposizione a acqua contaminata proveniente da una piscina o una vasca idromassaggio trattata in modo improprio. Altri batteri che possono causare questa condizione includono Klebsiella ed Enterobacter. La follicolite causata da questi batteri si verifica spesso dopo l'uso prolungato di antibiotici orali.

#### Follicolite da Pityrosporum
Questa particolare forma di follicolite è di origine fungina, causata dal fungo della specie Malassezia come il Malassezia furfur. Tipicamente si verifica nell'adolescenza a causa dell'aumentata attività delle ghiandole sebacee e si trova comunemente in una distribuzione simile a un mantello sulle spalle, sulla schiena e sul collo del paziente. La sospetta clinica di questa condizione dovrebbe sorgere nei pazienti diagnosticati con acne che non ha risposto o addirittura peggiorato dopo il trattamento antibiotico.

#### Follicolite virale
Più comunemente causata dal virus dell'herpes, può essere causata anche dal Molluscum contagiosum, sebbene in misura molto più rara. La follicolite dovuta al virus dell'herpes si presenta in modo simile alla follicolite batterica, con la differenza che di solito sono presenti papulovescicole e/o placche anziché pustole. Un altro elemento chiave per la diagnosi di questa condizione è che le lesioni di solito compaiono in gruppi o cluster.

#### Follicolite da Demodex
un tipo di follicolite causata dall'acaro Demodex folliculorum. Questo particolare tipo di follicolite è controverso in quanto l'acaro Demodex si trova normalmente nell'area sebacea pilonidale della pelle. Si stima che l'80-90% di tutti gli esseri umani possa portare questo acaro.

#### Follicolite eosinofila
Questa particolare forma di follicolite si trova principalmente in coloro che hanno l'HIV avanzato o bassi conteggi di CD4. Anche se è stata osservata una variante non correlata all'HIV in pazienti sottoposti a chemioterapia. Sebbene l'eziologia esatta di questa condizione sia sconosciuta, gli studi suggeriscono che potrebbe risultare da una malattia infiammatoria secondaria a disregolazione immunitaria e che potrebbe esserci un'infezione sottostante associata. Comunemente, questa condizione si presenta come papule follicolari eritematose ed urticariali, di solito sul cuoio capelluto, viso e collo, con rare pustole.

### Epidemiologia
Sebbene l'incidenza precisa della follicolite non sia attualmente nota, sappiamo che i pazienti con una storia di diabete, obesità, uso prolungato di antibiotici orali, immunosoppressione/immunocompromissione o che si rasano frequentemente sono a rischio di sviluppare questa condizione. Sebbene il genere non sia correlato a un aumento dell'incidenza di follicolite, potrebbe esserci una correlazione tra il tipo di follicolite e il genere. Ad esempio, la follicolite da Malassezia è comunemente osservata negli uomini più che nelle donne.

### Fisiopatologia
Comunemente, l'infezione del follicolo pilifero è il meccanismo alla base della maggior parte dei casi di follicolite. Tuttavia, la follicolite può anche derivare da infezioni fungine o virali, ma ciò non significa che tutti i casi di follicolite siano infettivi. A volte, la follicolite può essere il risultato di infiammazione secondaria a peli incarniti e può essere causata anche da alcuni farmaci come il litio e la ciclosporina.

### Istopatologia
Nella grande maggioranza dei casi di follicolite, non è necessaria l'istopatologia per la diagnosi poiché si tratta di una diagnosi clinica. Tuttavia, nel caso della follicolite eosinofila, è necessario eseguire una biopsia cutanea per confermare la diagnosi. Queste biopsie mostrerebbero infiltrati perifollicolari che includono linfociti ed eosinofili prevalentemente intorno all'area in cui la ghiandola sebacea e il dotto si incontrano con il follicolo. Raramente, il medico potrebbe dover eseguire una biopsia cutanea per differenziare la follicolite da una condizione che potrebbe mimarla. Nei casi di follicolite batterica, una biopsia mostrerebbe un'invasione neutrofila del follicolo pilifero.

### Esame obiettivo
L'esecuzione di un'anamnesi clinica completa e un esame fisico mirato di solito sono sufficienti per elucidare la diagnosi. Gli elementi essenziali della storia dovrebbero includere:
- Aumento recente del graffiare dovuto al prurito
- Storia di sudorazione aumentata
- Uso di corticosteroidi topici
- Uso recente e/o prolungato di antibiotici per via orale
- Eventuale esposizione a vasche idromassaggio e/o piscine
- Storia di HIV con conteggio dei CD4 inferiore a 250 o immunosoppressione (es. un paziente che ha recentemente subito un trapianto ed è in terapia immunosoppressiva)

L'esame fisico dovrebbe includere un'ispezione ravvicinata delle aree cutanee ricoperte di peli, tra cui le estremità superiori e inferiori bilateralmente, il torace, la schiena, il viso e il cuoio capelluto. Durante l'esame, il medico dovrebbe cercare piccole pustole in queste aree con infiammazione perifollicolare.

### Diagnosi
La diagnosi della follicolite è principalmente clinica. In generale, non sono necessari test diagnostici o valutazioni radiografiche per confermare questa condizione, a meno che non venga effettuata un'approfondita anamnesi e un esame fisico. Una preparazione standard di KOH può essere utilizzata per visualizzare ife (filamenti miceliali) e spore associate alla follicolite causata da Malassezia. La preparazione di KOH potrebbe anche essere utilizzata per diagnosticare la follicolite da Demodex; tuttavia, ciò non è comune nella pratica clinica. Inoltre, solitamente è necessaria una biopsia cutanea per confermare la diagnosi di follicolite eosinofila.

### Trattamento
Per la follicolite stafilococcica - la maggior parte dei casi semplici di follicolite stafilococcica con poche pustole si risolverà spontaneamente entro pochi giorni. Tuttavia, per forme più estese della malattia, possono essere una valida opzione gli antibiotici topici. Gli agenti di prima scelta includono tipicamente la mupirocina topica e la clindamicina. Nel caso in cui questi si dimostrino inefficaci o se il paziente presenta una follicolite più profonda, come la furuncolosi e la carbuncolosi o un coinvolgimento cutaneo più esteso, gli antibiotici orali come la cefalexina e il dicloxacillina sono delle opzioni.
Per la follicolite da batteri gram-negativi - In modo simile alla follicolite stafilococcica, i casi semplici tendono a risolversi spontaneamente dopo 7-10 giorni con una buona igiene della pelle, anche tramite trattamenti specifici con prodotti professionali dedicati. In determinati casi, dove questa condizione è vista in seguito all'uso prolungato di antibiotici, i trattamenti con antibiotici orali che coprono i pseudomonas sono scelte possibili, tra cui l'ampicillina, il trimetoprim-sulfametoxazolo e la ciprofloxacina, tutti agenti di prima scelta.
Per la follicolite da Pityrosporum - la terapia sistemica con agenti antifungini orali è spesso la scelta di trattamento preferita per questa condizione. Anche se gli antifungini topici sono un'opzione, si ritiene che la terapia sistemica non possa eliminare il fungo Malassezia più in profondità nel follicolo rispetto alle terapie topiche. Itraconazolo e fluconazolo sono i due trattamenti di scelta per questa condizione. Anche se vi è una maggiore evidenza dell'efficacia dell'itraconazolo nel trattamento di questa condizione, il fluconazolo è spesso il trattamento di scelta a causa del suo profilo migliore di effetti collaterali.
Per la follicolite virale - la follicolite secondaria all'infezione da herpes simplex può essere trattata allo stesso modo di un normale scoppio di herpes con aciclovir orale, valaciclovir e famciclovir. Allo stesso modo, la follicolite secondaria all'infezione da mollusco contagioso può essere trattata allo stesso modo di un'esplosione di mollusco con curettage o crioterapia. Il cantharidin è un agente topico che può essere utilizzato per trattare la follicolite da mollusco. Tuttavia, questo farmaco non è disponibile negli Stati Uniti.
Per la follicolite da Demodex - gli agenti antiparassitari sono il trattamento di scelta per questo tipo particolare di follicolite. Trattamenti come il permethrin topico così come l'ivermectina orale e il metronidazolo orale sono opzioni terapeutiche. Uno studio ha scoperto che la terapia combinata con ivermectina orale/metronidazolo orale potrebbe essere più efficace della monoterapia con uno dei due farmaci. Tuttavia, di solito la crema topica al 5% di permethrin è il trattamento iniziale di scelta.
Per la follicolite eosinofila - in generale, il trattamento di prima linea per questa condizione è la terapia antiretrovirale per trattare l'infezione da HIV sottostante del paziente. Nella stragrande maggioranza dei pazienti, il trattamento dell'HIV sottostante migliora o addirittura risolve questa condizione. Anche se alcuni pazienti possono avere un peggioramento di questa condizione durante i primi sei mesi dopo l'inizio della terapia antiretrovirale. In questi casi, i pazienti possono essere trattati con terapie opzionali per alcune settimane o mesi, che includono corticosteroidi topici, antistaminici, fototerapia e persino itraconazolo o isotretinoina.